# 香港達人秀
《香港達人秀》（英語：Hong Kong's Got Talent）是香港的真人騷選秀節目，也是一個以廣東話為主要語言的達人秀綜藝節目，由中播數據主辦，聯同GBGT HK、Showtimes4u、香港電視娛樂及天下一工作室製作。游學修和曾達恩擔任主要主持、陳嘉寶擔任後台主持，評判包括鄭丹瑞、何超儀和鄧麗欣。此節目原訂於2025年3月22日在ViuTV上首播。然於同年2月，因爆出主持曾達恩的婚外情負面新聞，該節目遂遭順延播放，復播日期待定。

## 歷史
2023年4月20日在數碼港舉行聯合新聞發佈會。同年4月27日，在《ViuTV年中無休2023節目發佈會》中誕生。後來5月起接受選手報名，11月10日至12日在香港海洋公園怡慶坊舉行兒童及青少年選拔賽。2024年5月27日，在《ViuTV年中無休2024節目發佈會》中宣布陳嘉寶擔任主持和鄧麗欣是首位擔任評判。後來，同年11月鄭丹瑞和何超儀加入評判陣容。12月5日，在開鏡儀式中宣布游學修和曾達恩聯合陳嘉寶擔任主持。2024年12月5日至8日的海選和2025年2月4日至7日的準決賽在亞洲心動娛樂4樓一號錄影廠舉行。2025年10月將在澳門倫敦人綜藝館舉辦決賽。

## 評判和主持人
| 季度 | 主持人                       | 評判席 | 評判席 | 評判席 |
| 季度 | 主持人                       | 1      | 2      | 3      |
| ---- | ---------------------------- | ------ | ------ | ------ |
| 1    | 游學修 曾達恩 陳嘉寶（後台） | 鄭丹瑞 | 何超儀 | 鄧麗欣 |